# Scatopsciara subbuccina
Scatopsciara subbuccina is een muggensoort uit de familie van de rouwmuggen (Sciaridae). De wetenschappelijke naam van de soort is voor het eerst geldig gepubliceerd in 1992 door Mohrig & Hövemeyer.